# Joyce DiDonato
Joyce DiDonato, přechýleně DiDonatová, rozená Flaherty, (* 13. února 1969 Prairie Village, Kansas) je americká operní pěvkyně – koloraturní mezzosopranistka, známá interpretací děl Händela, Mozarta a Rossiniho, která účinkovala na scénách hlavních světových operních domů. V letech 2012 a 2016 obdržela Cenu Grammy za nejlepší vokální sólovou nahrávku v oboru vážné hudby.

## Vzdělání a raná fáze kariéry
Narodila se roku 1969 pod jménem Joyce Flahertyová v kansaském městě Prairie Village do irsko-americké rodiny, jako šestá ze sedmi sourozenců. Otec Donald Flaherty byl architekt na volné noze, projektující místní budovy. Jedna z jeho sester, Amy Hetheringtonová, se stala učitelkou hudby v katolické škole sv. Anny, kterou Joyce se sourozenci také navštěvovala. Později začala Joyce Flahertyová účinkovat v muzikálových představeních na soukromé škole Bishop Miege High School v Roeland Parku.
Na podzim roku 1988 začala studovat na Hudební fakultě Wichitské státní univerzity ve Wichitě, kde se zaměřila na vokální hudbu, včetně její pedagogické výuky. Původně se chtěla věnovat středoškolské výuce zpěvu a muzikálovému herectví bez úmyslu zaměření se na operní zpěv, ale po zhlédnutí televizního záznamu opery Wolfganga Amadea Mozarta Don Giovanni a poté, co byla během prvního ročníku studia obsazena do školního nastudování pěvecky náročné operety Johanna Strausse mladšího Netopýr, přiklonila se k opernímu zpěvu.
Po absolutoriu v roce 1992 se rozhodla pokračovat v postgraduálním studiu vokálního přednesu na filadelfské Academy of Vocal Arts. Po jeho dokončení byla přijata do Opery v Santa Fe v rámci programu začínajících pěvců pro letní festivalovou sezónu 1995. Zpočátku byla obsazována do menších rolí, později přibyly úlohy ve Figarově svatbě, v opeře Salome Richarda Strausse a v operetě Emmericha Kálmána Hraběnka Marica. Vystoupila také v opeře Davida Langa Modern Painters.
V roce 1996 byla přijata do programu pro mladé umělce Houstonské Grand Opery, v níž zpívala od podzimu 1996 do jara 1998. Během léta 1997 již spolupracovala se Sanfranciským operním domem v rámci programu Merola.
V rané fázi své hudební kariéry se účastnila operních soutěží. Roku 1996 obsadila druhé místo v soutěži nazvané podle Eleanor McCollumové a vyhrála jednu z dílčích cen každoroční soutěže National Council Auditions, pořádané Metropolitní operou v New Yorku. V roce 1997 obdržela Cenu Williama Matheuse Sullivana pro talentované umělce, zatímco v následující sezóně se umístila na druhé příčce soutěže mladých pěvců Operalia, přijala Stewartovu cenu, zvítězila v soutěži George Londona a stala se příjemkyní grantu Richarda F. Golda v rámci Shoshana Foundation.

## Soukromý život
Ve 21 letech se vdala za spolužáka z univerzity Alexe DiDonata. Manželství bylo rozvedeno po čtrnácti letech a pěvkyně si ponechala mužovo příjmení. Do druhého manželského svazku, ukončeného také rozvodem, vstoupila s dirigentem Leonardem Vordonim.

## Pěvecká kariéra

### 1998–2008
Svou profesionální pěveckou kariéru zahájila v sezóně 1998/1999 účastí na projektech několika amerických regionálních operních společností. Ve světové premiéře opery Toda Machovera Resurrection v nastudování Houstonské Grand Opery ztvárnila postavu Maslové.  Na stejné scéně získala o rok později roli Meg ve světové premiéře prvotiny Marka Adama Little Women, kde se objevila po boku Stephanie Novacekové a Chada Sheltona. V téže sezóně zpívala v roli Cherubína v Mozartově Figarově svatbě na scéně Opery v Santa Fe. Obdržela také part Isabelly v Rossiniho Italce v Alžíru s Novoizraelskou operou. V newyorské Morganově knihovně vystoupila s recitálem pod záštitou Nadace George Londona a mezzosopránová sóla z Händelova Mesiáše zazpívala se Symfoniky ze Seattlu.
Debut v milánském operním divadle Teatro alla Scala prožila v sezóně 2000/2001 postavou Angeliny v Rossiniho Popelce. Návrat do Houstonu přišel s partem Dorabelly z Mozartovy Così fan tutte. Ve spolupráci s Ensemble Orchestra de Paris přednesla sóla z Bachovy Mše h moll pod taktovkou Johna Nelsona.
Sezóna 2001/2002 přinesla její premiérová vystoupení ve Washington National Opera, opět s postavou Dorabelly v Così fan tutte. Účinkovala také v amsterdamské De Nederlandse Opera jako Sesto v Händlově díle Giulio Cesare, v Národní pařížské opeře jako Rosina v Rossiniho Lazebníku sevillském a v  mnichovské Bavorské státní opeře s rolí Cherubína z Figarovy svatby pod vedením dirigenta Zubina Mehty. Návrat na scénu v Santa Fe proběhl v úloze Annia z Mozartovy opery La clemenza di Tito. Vystoupila také při několika koncertech, a to s orchestrem divadla La Scala řízeným Riccardem Mutim, kdy interpretovala Vivaldiho skladbu Gloria, a s pařížským orchestrem se uvedla Mendelssohnovým Snem noci svatojánské.
V sezóně 2002/2003 debutovala na prknech Newyorské opery úlohou sestry Heleny v Jake Heggieho Dead Man Walking, titulní rolí z Rossiniho díla La cenerentola v Théâtre du Châtelet, na scéně Royal Opera House jako Zlatohřbítek v Příhodách lišky Bystroušky od Leoše Janáčka pod taktovkou Johna Eliota Gardinera a konečně v tokijském Novém národním divadle postavou Rosiny v Lazebníku sevillském. Hlavní part pak získala na Rossiniho operním festivalu v Pesaru v představení opery Adina i ztvárněním Cherubína v Mozartově Figarově svatbě za doprovodu orchestru pařížské Opéra Bastille. V koncertní činnosti přednesla Mozartovo Requiem se Seattleskými symfoniky, Berliozův cyklus Les nuits d'été po boku Ensemble Orchestral de Paris. V koncertním sále Carnegie Hall v New Yorku debutovala v provedení Mše h moll od Johanna Sebastiana Bacha v nastudování Orchestru sv. Lukáše vedeného Peterem Schreierem. Napříč Evropou se vydala spolu s Markem Minkowskim a Les Musiciens du Louvre. Program zahrnoval písňový cyklus Les nuits d'été.
V sezóně 2003/2004 vystupovala v Sanfranciské opeře jakožto Rosina v Lazebníku sevillském. Na prknech Nizozemské opery se představila úlohou králova syna Idamanteho v Mozartově Idomeneu. Na festivalu v Aix-en-Provence zazpívala v další kalhotkové roli Ascania z Berliozova díla Benvenuto Cellini v nastudování Orchestre National de France. Se sólovým recitálem vystoupila v newyorském Lincolnově centru, Kennedyho centru ve Washingtonu, kansaském Follyho divadle či londýnské Wigmore Hall. V amfiteátru Hollywood Bowl se ujala interpretace mezzosopránového partu v Beethovenově Symfonii č. 9 s Losangeleskými filharmoniky.
Na scéně Ženevského Grand Théâtre vystoupila během sezóny 2004/2005 jako anglická královna Alžběta v prvním setkání s Donizettiho operou Marie Stuartovna. Angelinou z Rossiniho Popelky se vrátila do milánské Scaly a na pesarském Rossiniho festivalu odzpívala Rosinu z Lazebníka sevillského s boloňským operním souborem pod režijním vedením Luky Ronconiho. Sezóna 2005-2006 znamenala její debut v Metropolitní opeře postavou Cherubína ve Figarově svatbě. Partu Stéphana se pak zhostila na téže scéně v Gounodově Romeu a Julii. Do Královské opery přijela jako Rosina v Lazebníku sevillském a v Ženevském velkém divadle se uvedla úlohou z Mozartovy opery La clemenza di Tito. Postavu Dejaniry si zahrála v Händelově Herkulovi na prknech newyorské Brooklyn Academy of Music i londýnského Barbican Centre po boku Williama Christieho. Mimoto uskutečnila několik představení s Newyorskou filharmonií a recitál přednesla v londýnské Wigmore Hall. V Santa Fe uzavírala oslavy 50. jubilea operního domu titulní postavou Massenetovy Popelky.
Na jevišti madridského Teatro Real debutovala v průběhu sezóny 2006/2007 rolí Skladatele v opeře Richarda Strausse Ariadna na Naxu. Vrátila se také do Pařížské národní opery jako Idamante v Mozartově Idomeneu a do Houstonské grand opery partem Angeliny Rossiniho v Popelce. Rosinu z Lazebníka sevillského zazpívala v Metropolitní opeře a prvního Oktaviána v operetě Richarda Strausse Růžový kavalír v provedení Sanfranciské opery. Na americké a evropské koncertní turné se vydala spolu s britským klavíristou Juliem Drakem. Následující sezóna 2007/2008 zahrnovala debuty v barcelonském Liceu rolí Angeliny z Rossiniho opery La Cenerentola (Popelka) i v Lyrické opeře v Chicagu jako Rosina. Titulní postavu ztvárnila v Händlově Alcině v nastudování Alana Curtise a jeho souboru Il Complesso Barocco. Také v další Händlově opeře o třech dějstvích Ariodante získala hlavní úlohu na scéně Ženevského velkého divadla. Dále vytvořila mužskou roli Romea v Belliniho díle Kapuleti a Montekové, produkovaném Bastillskou operou. V červenci 2008 zavítala zpět do madridského Teatro Real jako Idamante z Idomenea. Recitály představila v La Scale, Lincolnově centru a na Brooklynské akademii hudby. V Bruselu pak zazpívala árie Georga Friedricha Händela, z čehož vznikla audionahrávka.

### Od roku 2009
V sezóně 2008/2009 se pěvkyně vrátila do Covent Garden jako Donna Elvíra v Mozartově Donu Giovannim a rovněž tak v roli Rosiny v Lazebníku sevillském. Při vystoupení ze 7. července 2009 na jevišti uklouzla a zlomila si pravou lýtkovou kost; kulhající dohrála první dějství a zbytek představení o berlích. Dalších pět plánovaných repríz zazpívala na kolečkovém křesle. Úlohu Beatrice ztvárnila na scéně Houstonské grand opery v Berliozově Béatrice et Bénédict (česky dříve též jako Blažena a Beneš), Idamanteho si zahrála v Mozartově Idomeneu v Národní pařížské opeře a Rosinu v Lazebníku sevillském při svém debutu ve Vídeňské státní opeře.
Na koncertních vystoupeních spolupracovala s Newyorskými filharmoniky, Kansaskými symfoniky a orchestrem Metropolitní opery pod taktovkou Jamese Levina. Na evropské a americké turné se vydala s francouzským tělesem Les Talens Lyriques. V programu představila Händlovy árie a zastavila se také ve Wigmore Hall a na Rossiniho operním festivalu.
V dubnu 2011 se objevila v Metropolitní opeře jako Isolier v Rossiniho Hraběti Orym. O rok později se na prknech Houstonského operního domu uvedla rolí panovnice Marie Stuartovny v Donizettiho eponymní opeře, kterou v lednu 2013 ztvárnila také na prknech Metropolitní opery.
Na jaře 2013 účinkovala v Rossiniho opeře seria Jezerní paní, produkované Královskou operou v Covent Garden. V dalším nastudování stejného díla se objevila během festivalové sezóny 2013 na prknech Opery v Santa Fe, kde v úloze Uberta zpíval afroamerický tenorista Lawrence Brownlee. Poprvé v 57leté historii Santafeské opery bylo přidáno představení Jezerní paní pro značný zájem publika.
Vystoupila také na závěrečném koncertě 119. anglického hudebního festivalu, který byl uspořádán 7. září 2013 v Royal Albert Hall v Londýně pod tradičním názvem Last Night of the Proms. Představila se áriemi „Je suis gris! je suis ivre!“ (Massenet, Chérubin), „Ombra mai fu“ (Händel, Serse) a „Tanti affetti in tal momento!“ (Rossini, Jezerní paní). Mimo nich zazpívala skladby „You'll Never Walk Alone“ z muzikálu Carousel, „Over the Rainbow“ z filmu Čaroděje ze země Oz, jakožto poctu svému rodnému státu Kansas, a irskou baladu „Danny Boy“; publikum pak na několika místech Velké Británie, kam byl koncert přenášen vedla při sborovém zpěvu tradicionálu „Rule, Britannia!“. V partu Romea se objevila 21. září 2013 při otevření nové sezóny Kansaské lyrické opery v Belliniho díle Kapuleti a Montekové.
V lednu 2014 byla označena za „perspektivní“ umělkyni pro sezónu 2014/2015 v Carnegie Hall. V daném období spolupracovala v koncertní činnosti s londýnským tělesem zaměřujícím se na barokní hudbu The English Concert pod vedením Harryho Bicketa. Vystupovala také za doprovodu Davida Zobela, amerického Smyčcového kvartetu Brentanové a Filadelfského orchestru řízeného Mauriziem Beninim. Na počátku září 2014 zahájila dvěma koncerty sezónu v londýnském sále Wigmore Hall. Na klavír ji doprovodil pianista a dirigent Antonio Pappano. Program zahrnoval díla Haydna, Rossiniho, Santoliquida a skladby z Velkého amerického zpěvníku. Z koncertu byla pořízena nahrávka pod názvem Joyce and Tony: Live at Wigmore Hall, která v roce 2016 získala Cenu Grammy za nejlepší vokální sólové album ve vážné hudbě.
V závěru září 2014 otevřela sezónu Barbicanova centra vystoupením nazvaným Stella di Napoli s orchestrem a sborem Lyonské opery, vedenými Riccardem Minasim. Jednalo se o první ze šňůry pěti jejích koncertů produkovaných Barbicanovým centrem. Dále se tak představila v Händlově Alcině s orchestrem English Concert pod taktovkou Harryho Bicketa, v písňovém cyklu pojmenovaném Camille Claudel: Into the Fire, napsaném přímo pro ni Jakem Heggiem a za doprovodu Smyčcového kvartetu Brentanové, rovněž tak koncertem s Newyorskou filharmonií řízenou Alanem Gilbertem a konečně pásmem skladeb s posluchači londýnské hudební školy Guildhall School of Music and Drama.

## Ceny
- 2000: Cena ARIA (Awards Recognizing Individual Artistry), každoročně udělovanou americkému „pěvci výjimečných kvalit s nesporným příslibem“[8]
- 2002: Cena Richarda Tuckera[8]
- 2003: Cena Richard Golda Newyorské opery za debut
- 2006: Pěvecká cena v rámci každoročního udílení Hudebních ocenění Royal Philharmonic Society
- 2007: Cena Beverly Sillsové Metropolitní opery[31]
- 2010: ECHO Klassik, německá cena v kategorii Zpěvák roku[32]
- 2012: Síň slávy časopisu Gramophone[33]
- 2012: 54. ročník Cen Grammy v kategorii nejlepší vokální sólová nahrávka ve vážné hudbě za Diva Divo[34]
- 2013: ECHO Klassik[35]
- 2013: Hudebník roku časopisu Musical America[36]
- 2014: Čestný doktorát na Juilliard School[37]
- 2014: Čestné členství Royal Academy of Music[37]
- 2014: Cena za zásluhy spolku Mu Phi Epsilon
- 2015: International Classical Music Awards za hlasový přednes
- 2015: „Operní nahrávka roku“, časopis Limelight
- 2016: 58. ročník Cen Grammy v kategorii nejlepší vokální sólová nahrávka ve vážné hudbě za Joyce & Tony – Live from Wigmore Hall (s doprovázejícím Antoniem Pappanem)[3]

## Operní repertoár
- Adalgisa, Norma (Bellini)
- Adina, Adina (Rossini)
- Agrippina, Agrippina (Georg Friedrich Händel)[38]
- Alcina, Alcina (Händel)
- Angelina (Cenerentola), La Cenerentola (Rossini)
- Annio, La clemenza di Tito (Mozart)
- Arden Scott, Great Scott (Jake Heggie)[světová premiéra 1]
- Ariodante, Ariodante (Händel)
- Ascanio, Benvenuto Cellini (Berlioz)
- Beatrice, Béatrice et Bénédict (Berlioz)
- Popelka, Popelka (Massenet)
- Charlotte, Werther (Massenet)
- Cherubín, Figarova svatba (Mozart)
- Skladatel, Ariadna na Naxu (R. Strauss)
- Dejanira, Hercules (Händel)
- Donna Elvíra, Don Giovanni (Mozart)
- Dorabella, Così fan tutte (Mozart)
- Elena, Jezerní paní (Rossini)[39]
- Elisabetta, Marie Stuartovna (Donizetti)
- Elmira, Floridante (Handel)
- Grace Kelly, Jackie O (Michael Daugherty)[světová premiéra 1]
- Idamante, Idomeneo (Mozart)
- Isabella, Italka v Alžíru (Rossini)
- Isolier, Hrabě Ory (Rossini)
- Marie, Marie Stuartovna (Donizetti)
- Maslova, Resurrection (Tod Machover)[světová premiéra 1]
- Meg, Little Women (Mark Adamo)[světová premiéra 1]
- Oktavián, Růžový kavalír (R. Strauss)
- Romeo, Kapuleti a Montekové (Bellini)
- Rosina, Lazebník sevillský (Rossini)
- Semiramis, Semiramis (Rossini)
- Sesto, La clemenza di Tito (Mozart)
- Sesto Pompeo, Julius Caesar v Egyptě (Händel)
- sestra Helen, Dead Man Walking (Jake Heggie)
- Sycorax, The Enchanted Island[světová premiéra 1]
- Stephano, Romeo a Julie (Gounod)
- Virginia Woolf, Hodiny (Kevin Puts)[40][41]
- Zlatohřbítek, Příhody lišky Bystroušky (Janáček)

## Diskografie CD (výběr)
- Amor e gelosia – Handel: Operatic Duets, Label: Erato / Virgin Classics 2004
- La Cenerentola, Label: Naxos, 2005
- Radamisto, Label: Virgin Classics, 2005
- The Deepest Desire, Label: Eloquentia France, 2006
- Songs by Fauré, Hahn and Head – Arias by Rossini and Handel, Label: Wigmore Hall Live, 2006
- Floridante, Label: Archiv Produktion, 2007
- Lamenti – Le concert d'Astrée, Label: Erato / Virgin Classics, 2008
- Alcina, Label: Archiv Produktion, 2009
- Furore – Handel: Mad Scenes from Operas, Label: Erato / Virgin Classics, 2009
- Ercole sul Termodonte, Label: Erato / Virgin Classics, 2010
- Passing By – Songs by Jake Heggie, Label: Avic, 2010
- Rossini: Colbran, the Muse, Label: Erato / Virgin Classics, 2010
- Stabat Mater, Label: Warner Classics, 2010
- Ariodante, Label: Virgin Classics, 2011
- Diva Divo, Label: Erato / Virgin Classics, 2011
- Dead Man Walking, Label: Virgin Classics, 2012
- Don Giovanni, Label: Deutsche Grammophon, 2012
- Drama Queens, Label: Erato / Virgin Classics, 2012
- ReJOYCE! The Best of Joyce DiDonato, Label: Erato / Warner Classics, 2013
- Stella di Napoli, Label: Erato / Warner Classics, 2014
- Joyce and Tony: Live at Wigmore Hall, Label: Erato / Warner Classics 2015
- The Conference of the Birds, Label: Navona Records, 2016
- In War and Peace. Harmony through Music, Label: Erato / Virgin Classics, 2016

## Diskografie DVD a Blu-Ray
- Il barbiere di Siviglia, Label: Arthaus Musik, 2002 (Opéra national de Paris)
- Hercules, Label: Bel Air classiques, 2004 (Opéra national de Paris)
- Bach in Notre-Dame de Paris: Mass in B Minor, Label: Erato, 2007
- Don Giovanni, Label: Opus Arte, 2009 (Royal Opera House London)
- La Cenerentola, Label: Decca, 2009 (Gran Teatro del Liceu, Barcelona)
- Il barbiere di Siviglia, Label: Erato, 2010 (Royal Opera House London)
- Little Women, Label: Naxos, 2010 (Houston Grand Opera)
- Le Conte Ory, Label: Erato, 2012 (Metropolitan Opera New York)
- Cendrillon, Label: Erato, 2012 (Royal Opera House London)
- The Enchanted Island, Label: Erato, 2012 (Metropolitan Opera New York)
- Maria Stuarda, Label: Erato, 2014 (Metropolitan Opera New York)
- I Capuleti e i Montecchi, Label: EuroArts, 2014 (San Francisco Opera)
- La donna del lago, Label: Erato, 2015 (Metropolitan Opera New York)
- I Capuleti e i Montecchi, Label: Accentus music (Opernhaus Zürich)

## Vystoupení v Česku
- 13. června 2021, Praha, Rudolfinum. Recital spolu s klavíristou Craigem Terry. Na programu byly tyto skladby:
  - Johann Adolf Hasse: Morte col fiero aspetto ze serenaty Antonio e Cleopatra
  - Joseph Haydn: kantáta Arianna a Naxos
  - Gustav Mahler: Rückertovy písně
  - Georg Friedrich Händel: E pur così in un giorno... Piangerò la sorte mia, árie Kleopatry z opery Julius Caesar
  - Duke Ellington: (In My) Silitude
  - Louis Guglielmi - Louiguy: La Vie en rose